# Duron
Duron (укр. дюрон; від лат. durus — витривалий) — мікропроцесор архітектури x86, що випускався компанією Advanced Micro Devices (AMD) у період з 2001 по 2004 роки. Був анонсований 19 червня 2000 року. Націлений на ринок недорогих комп'ютерів, складав конкуренцію процесорам Intel Celeron. Ядро процесорів Duron таке саме, як у дорожчого AMD Athlon (архітектура K7), але зі зменшеним до 64 Кб розміром кешу другого рівня. Спочатку процесори Athlon і Duron мали однакову частоту системної шини, в пізніх моделях Athlon частота шини більша за Duron.
Процесори Duron були замінені процесорами з торговою маркою Sempron.

## Загальна інформація

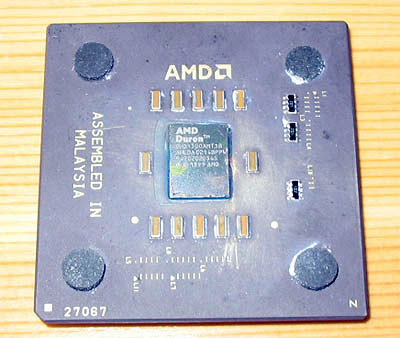
AMD Duron 1300

Процесори Duron виконані в корпусі типу FCPGA і призначені для установки в системні плати з 462-контактним роз'ємом гніздовим Socket A. Корпус процесорів Duron є підкладкою з керамічного (ядра Spitfire і Morgan) або органічного (зеленого або коричневого кольору) матеріалу (ядро Applebred) із встановленим на нім відкритим кристалом на лицьовій стороні та контактами на зворотному (453 контакти). На стороні кристала розташовані SMD-елементи, а також контакти, що задають напругу живлення, частоту та розмір включеної кеш-пам'яті другого рівня (зазвичай кажуть містками). Контакти розташовуються групами, які мають позначення L1 – L7 у процесорах на ядрі Spitfire, L1 – L11 у процесорах на ядрі Morgan та L1 – L12 у процесорах на ядрі Applebred. У пізніх процесорах на ядрі Applebred використовувалася також «безмісткова» упаковка, в якій конфігураційні контакти приховані під шаром лаку.
Маркування процесорів на ядрах Spitfire і Morgan нанесено на кристал процесора, а процесори на ядрі Applebred - на наклейку, розташований біля кристала.
Спочатку кристал не був захищений від відколів, які могли відбуватися в результаті перекосу радіатора при його неправильній установці некваліфікованим користувачем, проте незабаром з'явився захист від перекосів у вигляді чотирьох круглих прокладок, розташованих у кутах підкладки. Незважаючи на наявність прокладок, при неакуратній установці радіатора недосвідченими користувачами кристал все ж таки міг отримувати тріщини і відколи (процесори з такими пошкодженнями зазвичай називалися «колотими»). 
У ряді випадків процесор, який отримав суттєві пошкодження кристала (відколи до 2-3 мм з кута), продовжував працювати без збоїв або з рідкісними збоями, в той же час процесор з незначними відколами міг повністю вийти з ладу.
Найпростішим способом перевірки на «колотість» процесора (без використання лупи та мікроскопа) була «перевірка нігтем» - по межах кристала проводили нігтем . У разі наявності відколів палець явно відчував шорсткість. Відколи кутів кристала визначалися візуально. Однак дотримання запобіжних заходів при складанні або встановлення досвідченим збирачем, замість самостійної установки, виключали механічні пошкодження процесорів з відкритим ядром, таких, як процесори сімейства AMD K7 або Intel Pentium III і Celeron з ядром Coppermine.

## Моделі
Перші процесори Duron (Spitfire) призначалися для недорогих настільних комп'ютерів та вироблялися за 180-нм технологією. Вони відрізнялися від процесорів AMD Athlon (Thunderbird) зменшеним до 64 Кб кешем другого рівня. На базі ядра Spitfire вироблялися також процесори для ноутбуків - Mobile Duron, що відрізнялися зниженою напругою живлення та наявністю енергозберігаючої технології PowerNow!
Подальшим розвитком сімейства десктопних Duron стало ядро Morgan (180 нм), яке відрізнялося від попередника наявністю блоку інструкцій SSE. Ядро Morgan було створено на основі ядра Palomino процесорів AMD Athlon XP та відрізнялося від нього зменшеним до 64 Кб кешем другого рівня. Ядро Camaro, призначене для мобільних комп'ютерів, відрізнялося від ядра Morgan зниженою напругою живлення та наявністю енергозберігаючої технології PowerNow!
Останнім ядром, використаним у процесорах сімейства Duron, стало ядро Applebred (130 нм), що являло собою ядро Thoroughbred (Athlon XP) з частково відключеним кешем другого рівня.
У 2004 році на зміну процесорам Duron прийшло сімейство процесорів AMD Sempron.
| Тактова частота (МГц) | 600            | 650            | 700            | 750            | 800            | 850          | 900           | 950           |
| Частота FSB (МГц)     | 200            | 200            | 200            | 200            | 200            | 200          | 200           | 200           |
| Анонсовано            | 19 червня 2000 | 19 червня 2000 | 19 червня 2000 | 5 вересня 2000 | 17 жовтня 2000 | 8 січня 2001 | 2 квітня 2001 | 6 червня 2001 |

| Тактова частота (МГц) | 1000           | 1100          | 1200              | 1300          |
| Анонсовано            | 20 серпня 2001 | 1 жовтня 2001 | 15 листопада 2001 | 21 січня 2002 |

| Тактова частота (МГц) | 1400           | 1600           | 1800           |
| Частота FSB (МГц)     | 266            | 266            | 266            |
| Анонсовано            | 21 серпня 2003 | 21 серпня 2003 | 21 серпня 2003 |

| Тактова частота (МГц) | 800            | 850            | 900            | 950               | 1000           | 1100          | 1200          | 1300          |
| Частота FSB (МГц)     | 200            | 200            | 200            | 200               | 200            | 200           | 200           | 200           |
| Анонсовано            | 14 травня 2001 | 14 травня 2001 | 20 серпня 2001 | 12 листопада 2001 | 17 грудня 2001 | 30 січня 2002 | 30 січня 2002 | 30 січня 2002 |

### Duron

#### Spitfire (Model 3)

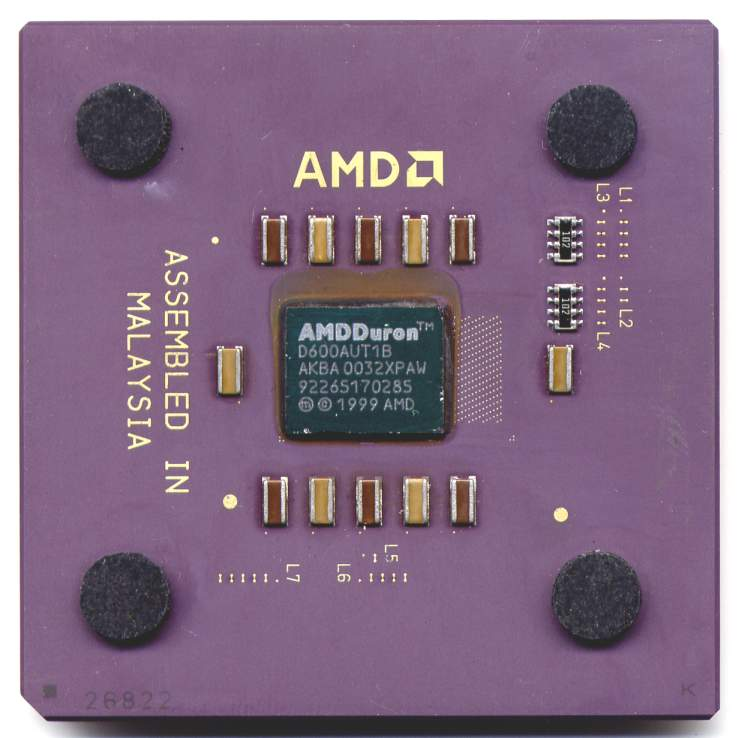
AMD Duron (Spitfire)

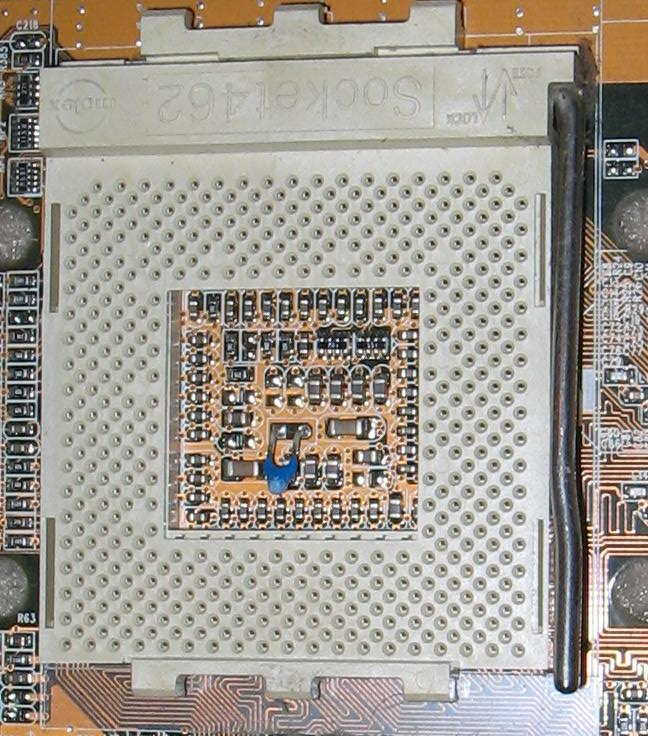
Роз'єм Socket A з термодатчиком

Перше ядро, використане в процесорах Duron, є ядро процесора AMD Athlon зі зменшеним до 64 Кбайт об'ємом кеш-пам'яті другого рівня. На відміну від кристала процесорів Celeron, що були Pentium III з частково відключеним кешем, кристал процесора Duron містить лише необхідні 64 кБ. Це дозволило скоротити кількість транзисторів і зменшити площу кристала, тим самим збільшивши вихід придатних кристалів та здешевивши виробництво.
Як і процесор Athlon, Duron має кеш-пам'ять першого рівня об'ємом 128 кБ (64 кБ – кеш інструкцій та 64 кБ – кеш даних), що вдвічі перевищує обсяг кеш-пам'яті другого рівня.
Таке зменшення обсягу кеш-пам'яті другого рівня в процесорах Duron можливе за рахунок використання ексклюзивної архітектури кеш-пам'яті, коли дані, що зберігаються в кеші першого рівня, не дублюються в кеші другого рівня. Таким чином, ефективний обсяг кеш-пам'яті в процесорах Duron становить 192 кБ, тоді як ефективний обсяг кеш-пам'яті процесорів Celeron, що має інклюзивну архітектуру, дорівнює обсягу кешу другого рівня - 128 кБ. Завдяки ефективнішій архітектурі кеш-пам'яті вплив об'єму кеш-пам'яті на продуктивність у процесорах архітектури K7 менш помітний. Це дозволяє використовувати пам'ять із вищими затримками та з меншою пропускною здатністю без втрати продуктивності.
Процесори Duron, як і Athlon Thunderbird, мають 16-канальний асоціативний кеш другого рівня, тоді як ступінь асоціативності кеш-пам'яті другого рівня процесорів Celeron (4 канали) вдвічі зменшено порівняно з процесорами Pentium III. Таким чином, ефективність кешування у процесорів Duron знижується лише за рахунок зменшення обсягу кеш-пам'яті другого рівня.
Недоліками процесорів Duron є більш висока латентність кеш-пам'яті в порівнянні з процесорами Celeron, а також невелика ширина шини кеш-пам'яті другого рівня - 64 біт (Celeron має 256-бітну шину), що дещо знижує продуктивність підсистеми пам'яті .
Як і AMD Athlon, процесори Duron працюють із системною шиною Alpha EV6, ліцензованою компанією AMD у DEC. Відмінною особливістю цієї шини є передача даних на обох напрямках тактового імпульсу. Таким чином, ефективна частота шини вдвічі перевищує базову.
Процесори Duron на ядрі Spitfire випускалися за 180-нм технологією, містили 25 млн транзисторів, площа кристала становила 100 мм². Системна шина працювала на частоті 100 МГц (ефективна частота – 200 МГц). Напруга живлення становила 1,6 В. Максимальне тепловиділення становило 41,5 Вт.
Процесори Duron, як і Athlon, не мали інтегрованих засобів вимірювання температури ядра. Вимірювання здійснювалося за допомогою датчика, розташованого під процесором (підсокетний датчик) і відрізнялося низькою точністю. Найчастіше датчик не контактував із корпусом процесора, а вимірював температуру повітря біля процесора. Ефективність термозахисту в процесорах Duron на ядрі Spitfire була недостатньою в ситуації включення без радіатора або малоймовірної ситуації руйнування його кріплення, що при установці процесора недосвідченими користувачами могло призвести до виходу його з ладу в результаті перегріву.

#### Morgan (Model 7)

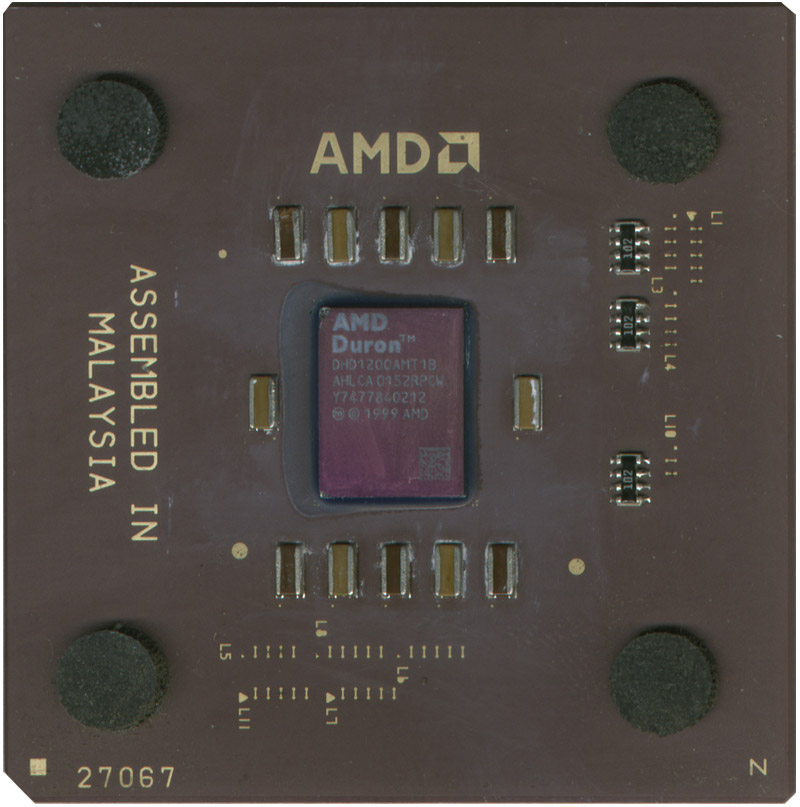
AMD Duron (Morgan)

20 серпня 2001 року компанія AMD анонсувала процесор Duron, побудований на новому ядрі - Morgan. Це ядро є ядром процесора AMD Athlon XP (Palomino) із зменшеним до 64 кБ об'ємом кеш-пам'яті другого рівня.
Процесор AMD Duron на ядрі Morgan вийшов раніше ніж Athlon XP на ядрі Palomino. До цього моменту процесори, націлені на ринок високопродуктивних систем виходили раніше, ніж процесори для недорогих комп'ютерів, створені з їхньої основі. У випадку ядра Palomino першими процесорами на цьому ядрі були мобільні Athlon 4, анонсовані 14 травня 2001 року. 5 червня вийшли серверні процесори Athlon MP, а 20 серпня - Duron на ядрі Morgan. Процесори Athlon XP були анонсовані 9 жовтня 2001 .
Основними нововведеннями, представленими в ядрі Morgan є наявність блоку інструкцій SSE, а також наявність механізму апаратної передвиборки даних (hardware prefetch). Завдяки цим нововведенням продуктивність процесорів Duron на ядрі Morgan на 2-5 відсотків перевищує продуктивність процесорів на ядрі Spitfire за однакової тактової частоти .
Крім того, процесори Duron на ядрі Morgan мають вбудований датчик температури (термодіод), що дозволяє при використанні системної плати, що підтримує роботу з цим датчиком, організувати ефективніший захист від перегріву, ніж при використанні зовнішнього термодатчика. Однак у зв'язку з тим, що деякі виробники системних плат, особливо на початку випуску процесорів Athlon XP і Duron з вбудованим датчиком температури, порушували рекомендації AMD з термозахисту, захист міг бути неефективним при включенні без радіатора або руйнуванні його кріплення. Проте ефективність термозахисту в процесорах Duron була достатньою для захисту процесора за звичайних умов експлуатації, захищаючи від таких ситуацій, як зупинка кулера.
Процесори Duron на ядрі Morgan, як і раніше, випускалися за 180-нм технологією, містили 25,2 млн транзисторів, площа кристала становила 105,68 мм². Системна шина, як і в процесорах на ядрі Spitfire, працювала на частоті 100 МГц (ефективна частота — 200 МГц). Напруга живлення для забезпечення стабільної роботи на більш високих частотах (до 1,3 ГГц) було підвищено до 1,75 В. У зв'язку з цим зросло і тепловиділення процесорів (до 60 Вт), незважаючи на проведений редизайн ядра, спрямований на його зниження.
Передбачалося, що подальшим розвитком лінійки Duron стане 130-нм ядро Appaloosa, проте на початку 2002 це ядро зникло з офіційних планів компанії AMD. Було випущено лише невелику партію інженерних зразків.

#### Applebred (Model 8)

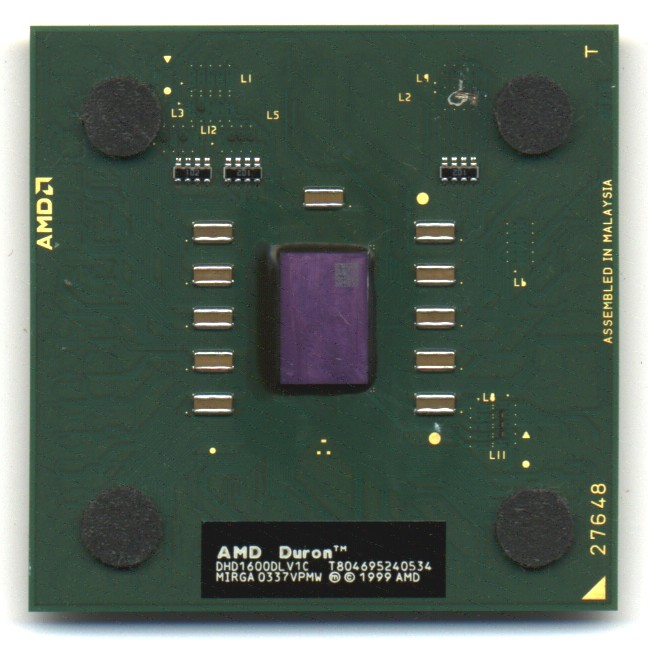
AMD Duron (Applebred)

21 серпня 2003 року було анонсовано останніх представників лінійки бюджетних процесорів AMD Duron. Вони являли собою процесори Athlon XP на ядрі Thoroughbred з частково відключеним кешем другого рівня і відрізнялися від попередників підвищеною до 266 МГц частотою системної шини, дещо меншою напругою живлення (1,5 В) та тепловиділенням (57 Вт).
Процесори Duron на ядрі Applebred, як і Athlon XP на ядрі Thoroughbred, випускалися за 130-нм технологією, містили 37,2 млн транзисторів (частина з яких припадала на відключений кеш), площа кристала становила 80,89 мм² у ядра ревізії A0 ,66 мм у ядра ревізії B0.
У зв'язку з тим, що процесори на ядрі Applebred фізично мали 256 кБ кеш-пам'яті другого рівня, яка з великою ймовірністю могла бути працездатною, було знайдено спосіб включення всіх 256 кБ шляхом замикання певних контактів, розташованих на підкладці процесора. При успішному включенні кеш-пам'яті другого рівня, процесор Duron перетворювався на Athlon XP на ядрі Thoroughbred
28 липня 2004 року були анонсовані перші процесори нового сімейства бюджетних процесорів компанії AMD - Sempron (частина з яких випускалася на основі ядра Thoroughbred B0), що прийшов на зміну сімейству Duron.

### Mobile Duron
Процесори Mobile Duron випускалися на базі ядер Spitfire і Morgan (мобільний варіант ядра Morgan носить назву Camaro) і відрізнялися від десктопних Duron зниженою напругою живлення (1,4-1,5 В) і тепловиділенням (до 35 Вт), а також наявністю підтримки технології PowerNow!, що дозволяла в процесі роботи керувати тактовою частотою та напругою живлення. У моменти простою процесорів напруга знижувалося до 1,2 В, а частота - до 300 МГц. Це дозволяло на третину зменшити енергоспоживання процесора, тим самим продовжуючи час автономної роботи ноутбука.
Mobile Duron, як і десктопні процесори, випускалися в корпусі FCPGA з 453 контактами і встановлювалися в 462-контактний роз'єм Socket A.

## Технічні характеристики
| [ 9 ] [ 10 ]                                       | Spitfire                                                                           | Spitfire                                                                           | Morgan                                                                             | Camaro                                                                             | Applebred                                                                          |
| -------------------------------------------------- | ---------------------------------------------------------------------------------- | ---------------------------------------------------------------------------------- | ---------------------------------------------------------------------------------- | ---------------------------------------------------------------------------------- | ---------------------------------------------------------------------------------- |
| [ 9 ] [ 10 ]                                       | Настільний                                                                         | Мобільний                                                                          | Настільний                                                                         | Мобільний                                                                          | Настільний                                                                         |
| Тактова частота                                    |                                                                                    |                                                                                    |                                                                                    |                                                                                    |                                                                                    |
| Частота ядра, МГц                                  | 600—950                                                                            | 600—700                                                                            | 1000—1300                                                                          | 800—1300                                                                           | 1400—1800                                                                          |
| Частота FSB, МГц                                   | 200                                                                                | 200                                                                                | 200                                                                                | 200                                                                                | 266                                                                                |
|                                                    |                                                                                    |                                                                                    |                                                                                    |                                                                                    |                                                                                    |
| Характеристики ядра                                |                                                                                    |                                                                                    |                                                                                    |                                                                                    |                                                                                    |
| Набір інструкцій                                   | IA-32, MMX, 3DNow!, Extended 3DNow!                                                | IA-32, MMX, 3DNow!, Extended 3DNow!                                                | IA-32, MMX, 3DNow!, Extended 3DNow!, SSE                                           | IA-32, MMX, 3DNow!, Extended 3DNow!, SSE                                           | IA-32, MMX, 3DNow!, Extended 3DNow!, SSE                                           |
| Розрядність регістрів                              | 32 біт (цілочисленні), 80 біт (дійсночисельні), 64 біт (MMX)                       | 32 біт (цілочисленні), 80 біт (дійсночисельні), 64 біт (MMX)                       | 32 біт (цілочисленні), 80 біт (дійсночисельні), 64 біт (MMX), 128 бит (SSE)        | 32 біт (цілочисленні), 80 біт (дійсночисельні), 64 біт (MMX), 128 бит (SSE)        | 32 біт (цілочисленні), 80 біт (дійсночисельні), 64 біт (MMX), 128 бит (SSE)        |
| Глибина конвейера                                  | Цілочисленні: 10 стадій, дійсночисельні: 15 стадій                                 | Цілочисленні: 10 стадій, дійсночисельні: 15 стадій                                 | Цілочисленні: 10 стадій, дійсночисельні: 15 стадій                                 | Цілочисленні: 10 стадій, дійсночисельні: 15 стадій                                 | Цілочисленні: 10 стадій, дійсночисельні: 15 стадій                                 |
| Розрядність ША                                     | 43 біт                                                                             | 43 біт                                                                             | 43 біт                                                                             | 43 біт                                                                             | 43 біт                                                                             |
| Розрядність ШД                                     | 64 біт + 8 біт ECC                                                                 | 64 біт + 8 біт ECC                                                                 | 64 біт + 8 біт ECC                                                                 | 64 біт + 8 біт ECC                                                                 | 64 біт + 8 біт ECC                                                                 |
| Апаратна передвиборка даних                        | немає                                                                              | немає                                                                              | присутня                                                                           | присутня                                                                           | присутня                                                                           |
| Кількість транзисторів, млн                        | 25                                                                                 | 25                                                                                 | 25,2                                                                               | 25,2                                                                               | 37,2                                                                               |
|                                                    |                                                                                    |                                                                                    |                                                                                    |                                                                                    |                                                                                    |
| Кеш L1                                             |                                                                                    |                                                                                    |                                                                                    |                                                                                    |                                                                                    |
| Кеш даних                                          | 64 Кбайт, 2-канальний набірно-асоціативний, довжина рядка — 64 байта, двохпортовий | 64 Кбайт, 2-канальний набірно-асоціативний, довжина рядка — 64 байта, двохпортовий | 64 Кбайт, 2-канальний набірно-асоціативний, довжина рядка — 64 байта, двохпортовий | 64 Кбайт, 2-канальний набірно-асоціативний, довжина рядка — 64 байта, двохпортовий | 64 Кбайт, 2-канальний набірно-асоціативний, довжина рядка — 64 байта, двохпортовий |
| Кеш інструкцій                                     | 64 Кбайт, 2-канальний набірно-асоціативний, довжина рядка — 64 байта               | 64 Кбайт, 2-канальний набірно-асоціативний, довжина рядка — 64 байта               | 64 Кбайт, 2-канальний набірно-асоціативний, довжина рядка — 64 байта               | 64 Кбайт, 2-канальний набірно-асоціативний, довжина рядка — 64 байта               | 64 Кбайт, 2-канальний набірно-асоціативний, довжина рядка — 64 байта               |
|                                                    |                                                                                    |                                                                                    |                                                                                    |                                                                                    |                                                                                    |
| Кеш L2                                             |                                                                                    |                                                                                    |                                                                                    |                                                                                    |                                                                                    |
| Об'єм, Кбайт                                       | 64                                                                                 | 64                                                                                 | 64                                                                                 | 64                                                                                 | 64                                                                                 |
| Частота                                            | частота ядра                                                                       | частота ядра                                                                       | частота ядра                                                                       | частота ядра                                                                       | частота ядра                                                                       |
| Розрядність BSB                                    | 64 біт + 8 біт ECC                                                                 | 64 біт + 8 біт ECC                                                                 | 64 біт + 8 біт ECC                                                                 | 64 біт + 8 біт ECC                                                                 | 64 біт + 8 біт ECC                                                                 |
| Організація                                        | Об'єднаний, набірно-асоціативний, ексклюзивний; довжина рядка — 64 байти           | Об'єднаний, набірно-асоціативний, ексклюзивний; довжина рядка — 64 байти           | Об'єднаний, набірно-асоціативний, ексклюзивний; довжина рядка — 64 байти           | Об'єднаний, набірно-асоціативний, ексклюзивний; довжина рядка — 64 байти           | Об'єднаний, набірно-асоціативний, ексклюзивний; довжина рядка — 64 байти           |
| Асоціативність                                     | 16-канальний                                                                       | 16-канальний                                                                       | 16-канальний                                                                       | 16-канальний                                                                       | 16-канальний                                                                       |
|                                                    |                                                                                    |                                                                                    |                                                                                    |                                                                                    |                                                                                    |
| Інтерфейс                                          |                                                                                    |                                                                                    |                                                                                    |                                                                                    |                                                                                    |
| Роз'єм                                             | Socket A                                                                           | Socket A                                                                           | Socket A                                                                           | Socket A                                                                           | Socket A                                                                           |
| Корпус                                             | керамічний FCPGA                                                                   | керамічний FCPGA                                                                   | керамічний FCPGA                                                                   | керамічний FCPGA                                                                   | органічний FCPGA                                                                   |
| Шина                                               | EV6 (DDR)                                                                          | EV6 (DDR)                                                                          | EV6 (DDR)                                                                          | EV6 (DDR)                                                                          | EV6 (DDR)                                                                          |
|                                                    |                                                                                    |                                                                                    |                                                                                    |                                                                                    |                                                                                    |
| Технологічні, електричні та теплові характеристики |                                                                                    |                                                                                    |                                                                                    |                                                                                    |                                                                                    |
| Технологія виробництва                             | 180 нм. КМОН (шестишаровий, алюмінієві з'єднання)                                  | 180 нм. КМОН (шестишаровий, алюмінієві з'єднання)                                  | 180 нм. КМОН (шестишаровий, алюмінієві з'єднання)                                  | 180 нм. КМОН (шестишаровий, мідні з'єднання)                                       | 130 нм. КМОН (мідні з'єднання)                                                     |
| Площа кристала, мм²                                | 100                                                                                | 100                                                                                | 105,68                                                                             | 105,68                                                                             | 80,89 (A0), 84,66 (B0)                                                             |
| Напруга ядра, В                                    | 1,6                                                                                | 1,4                                                                                | 1,55—1,75                                                                          | 1,5                                                                                | 1,5                                                                                |
| Напруга ланцюгів введення-виводу, В                | 1,6                                                                                | 1,6                                                                                | 1,6                                                                                | 1,6                                                                                | 1,6                                                                                |
| Максимальне тепловиділення, Вт                     | 41,5                                                                               | 35,4                                                                               | 60,0                                                                               | 35,0                                                                               | 57,0                                                                               |
| Енергоощадні технології                            | —                                                                                  | PowerNow!                                                                          | —                                                                                  | PowerNow!                                                                          | —                                                                                  |
|                                                    |                                                                                    |                                                                                    |                                                                                    |                                                                                    |                                                                                    |

## Найменування моделей
Маркування процесорів Duron складається із трьох рядків. Перший рядок є найменуванням моделі, другий містить інформацію про ревізію ядра процесора і дату його випуску, третій - інформацію про партію процесорів.
Нижче представлена розшифровка рядка назви моделі процесорів Duron з різними ядрами.
 Spitfire  (DxxxAUT1B)
- D — процесор AMD Duron.
- xxx — тактова частота, МГц.
- A — тип корпуса (керамічний PGA).
- U — напруга живлення (1,6 В).
- T — максимальна температура корпуса (90 °C).
- 1 — об'єм кеш-пам'яті другого рівня (64 кБ).
- B — частота системної шини (200 МГц).

 Mobile Spitfire  (DMxxxAVS1B)
- D — процесор AMD Duron.
- M — мобільний.
- xxx — тактовая частота, МГц.
- A — тип корпуса (керамічний PGA).
- V — напруга живлення (1,4 В).
- S — максимальна температура корпуса (95 °C).
- 1 — об'єм кеш-пам'яті другого рівня (64 кБ).
- B — частота системної шини (200 МГц).

 Morgan  (DHzxxxxAyT1B)
- D — процесор AMD Duron.
- H — високопродуктивний.
- z — тип (D: десктопний; L: з заниженим енергоспоживанням).
- xxxx — тактова частота, МГц.
- A — тип корпуса (керамічний PGA).
- y — напруга живлення (H: 1,55 В; K: 1,65 В; P: 1,70 В; M: 1,75 В).
- T — максимальна температура корпуса (90 °C).
- 1 — об'єм кеш-пам'яті другого рівня (64 кБ).
- B — частота системної шини (200 МГц).

 Camaro  (DHMxxxxAyz1B)
- D — процесор AMD Duron.
- HM — високопродуктивний мобільний.
- xxxx — тактова частота, МГц.
- A — тип корпуса (керамічний PGA).
- y — напруга живлення (V: 1,4 В; Q: 1,45 В; L: 1,5 В; H: 1,55 В; K: 1,65 В).
- z — максимальна температура корпуса (S: 95 °C; Q: 100 °C).
- 1 — об'єм кеш-пам'яті другого рівня (64 кБ).
- B — частота системної шини (200 МГц).

 Applebred  (DHDxxxxDLV1C)
- D — процесор AMD Duron.
- HD — високопродуктивний десктопний.
- xxxx — тактова частота, МГц.
- D — тип корпуса (органічний PGA).
- L — напруга живлення (1,5 В).
- V — максимальна температура корпуса (85 °C).
- 1 — об'єм кеш-пам'яті другого рівня (64 кБ).
- C — частота системної шини (266 МГц).

## Ревізія ядер процесорів

### Duron
Spitfire 
| Ревізія | CPU Id | Примітка                                                                                      |
| ------- | ------ | --------------------------------------------------------------------------------------------- |
| A0      | 0x630h | моделі D600AUT1B, D650AUT1B, D700AUT1B, D750AUT1B, D800AUT1B, D850AUT1B, D900AUT1B, D950AUT1B |
| A2      | 0x631h | моделі D600AUT1B, D650AUT1B, D700AUT1B, D750AUT1B, D800AUT1B, D850AUT1B, D900AUT1B, D950AUT1B |

 Morgan 
| Ревізія | CPU Id | Примітка |
| ------- | ------ | --- |
| A0      | 0x670h | моделі DHD1000AMT1B, DHD1100AMT1B, DHD1200AMT1B, DHD1300AMT1B; моделі DHL1100AHT1B, DHL1000AKT1B, DHL950APT1B, DHL900AMT1B (low-power) |
| A1      | 0x671h | моделі DHD1000AMT1B, DHD1100AMT1B, DHD1200AMT1B, DHD1300AMT1B; моделі DHL1100AHT1B, DHL1000AKT1B, DHL950APT1B, DHL900AMT1B (low-power) |

 Applebred 
| Ревізія | CPU Id | Примітка                                        |
| ------- | ------ | ----------------------------------------------- |
| A0      | 0x680h | моделі DHD1400DLV1C, DHD1600DLV1C, DHD1800DLV1C |
| B0      | 0x681h | моделі DHD1400DLV1C, DHD1600DLV1C, DHD1800DLV1C |

### Mobile Duron
| Ревізія | CPU Id | Примітка |
| ------- | ------ | --- |
| sA0     | 0x630h | моделі DM600AVS1B, DM700AVS1B |
| sA1     | 0x631h | моделі DM600AVS1B, DM700AVS1B |
| cA0     | 0x670h | моделі DHM0800ALS1B, DHM0850ALS1B, DHM0900ALS1B, DHM0950AQS1B, DHM1000ALS1B, DHM1000AVS1B, DHM1100AVS1B, DHM1200AJS1B (25 Вт); моделі DHM1000AKQ1B, DHM1100AHQ1B, DHM1200AQQ1B, DHM1300ALQ1B (35 Вт) |
| cA2     | 0x671h | моделі DHM0800ALS1B, DHM0850ALS1B, DHM0900ALS1B, DHM0950AQS1B, DHM1000ALS1B, DHM1000AVS1B, DHM1100AVS1B, DHM1200AJS1B (25 Вт); моделі DHM1000AKQ1B, DHM1100AHQ1B, DHM1200AQQ1B, DHM1300ALQ1B (35 Вт) |

## Зміна параметрів процесора
Такі параметри процесорів, як тактова частота, напруга живлення, обсяг включеної кеш-пам'яті другого рівня (Applebred) та частота системної шини (Applebred) задаються за допомогою кількох груп контактів, розміщених на підкладці процесора. Контакти можуть бути або замкнені, або перепалені лазером у процесі виробництва процесора.
Розташування контактів на підкладці дозволяє користувачеві в домашніх умовах змінювати параметри процесора, з'єднуючи розірвані контакти або перерізаючи замкнені.
Нижче наведено список груп контактів та їх функціональність для різних ядер процесорів Duron.
Spitfire
- L1 — лінія, відповідальна за зміну коефіцієнта множення (замикання контактів групи L1 дозволяє зміну коефіцієнта множення).
- L3, L4, L6 — коефіцієнт множення.
- L7 — напруга живлення.

Morgan
- L1 — лінія, відповідальна за зміну коефіцієнта множення
- L3, L4, L10 — коефіцієнт множення настільних процесорів
- L5 — робота у багатопроцесорних системах, вибір типу процесора (мобільний/настільний).
- L6 — максимальний коефіцієнт множення мобільних процесорів.
- L11 — напруга живлення.

Applebred
- L1 — лінія, відповідальна за зміну коефіцієнта множення.
- L2, L9 — об'єм включеної кеш-пам'яті другого рівня.
- L3 — коефіцієнт множення.
- L5 — робота у багатопроцесорних системах, вибір типу процесора (мобільний/настільний).
- L6 — коефіцієнт множення мобільних процесорів.
- L11 — напруга живлення.
- L12 — частота системної шини.

Також можлива зміна коефіцієнта множення шляхом замикання контактів роз'єму Socket A. Цей спосіб працює у тому випадку, якщо зміна коефіцієнта множення не заблокована. Існує також спеціальний пристрій, що встановлюється між процесором і гніздовим роз'ємом, що дозволяє змінювати коефіцієнт множення незаблокованих процесорів на ядрі Applebred.
У пізніх процесорах на ядрі Applebred, випущених після 39 тижня 2003 (а також у деяких процесорах, випущених після 34 тижня), коефіцієнт множення жорстко зафіксований і не може бути розблокований звичайним способом за допомогою контактів групи L1. Проте є можливість зміни типу процесора на «мобільний» із можливістю зміни коефіцієнта множення. Цей метод працює лише на системних платах з чипсетом, підтримуючим зміна множника під час роботи.
Дата випуску процесора визначається за другим рядком маркування: чотиризначне число після літерного коду містить інформацію про рік та тиждень випуску. Так, наприклад, процесор з маркуванням "MIRGA0337VPMW" випущений на 37 тижні 2003 року.

## Виправлені помилки
Процесор є складним мікроелектронним пристроєм, що не дозволяє виключити можливість його некоректної роботи. Помилки з'являються на етапі проектування і можуть бути виправлені оновлення мікропроцесу процесора (заміною BIOS системної плати на більш нову версію), або випуском нової ревізії ядра процесора. У процесорах Duron на ядрі Spitfire виявлено 24 різні помилки, з яких 2 виправлено. У процесорах Duron на ядрі Morgan виявлено 10 різних помилок, у тому числі 2 виправлені.
Далі перераховані помилки, виправлені різних ревізіях ядер процесора Duron. Дані помилки є у всіх ядрах, випущених до їх виправлення, починаючи з ядра Spitfire A0, якщо не вказано зворотне. У процесорах на ядрі Morgan ревізії A1 є помилка, в деяких випадках не дозволяє процесору коректно працювати після виправлення мікрокоду.
Spitfire А2
- Некоректна інформація про розмір кеша другого рівня, яка отримується за допомогою інструкції cpuid.
- Завищене значення опору на виводі ZN та ZP.

Morgan А1
- Помилка очищення сторінки TLB (4 МБ) за допомогою інструкції INVLPG.
- Помилка зміни частоти в мобільних процесорах.

## Порівняння з конкурентами
Процесори Duron призначалися для ринку недорогих комп'ютерів як альтернатива дорожчим AMD Athlon і як конкурент бюджетним процесорам компанії Intel - сімейству Celeron. На ринку процесори Duron були присутні з моменту анонсу в червні 2000 року і до виходу нової родини недорогих процесорів AMD Sempron у липні 2004 року. Паралельно з Duron існували такі x86-процесори:
- AMD Athlon, Athlon XP. Призначалися для ринку високопродуктивних комп'ютерів. Випереджали Duron за рахунок більшого обсягу кеша другого рівня, а потім і за рахунок вищої частоти системної шини[15]..
- Intel Pentium III. Призначався для ринку високопродуктивних комп'ютерів. Незначно випереджав рівночастотний Duron у низці задач[15]..
- Intel Pentium 4. Призначався для ринку високопродуктивних комп'ютерів. Серйозно поступався всім конкурентам на рівних частотах, проте за рахунок архітектури NetBurst мав значно вищий частотний потенціал, що дозволяло випереджати їх в додатках, що оптимізовані під цю архітектуру. У деяких програмах, які не були оптимізовані під архітектуру NetBurst і не використовували набір інструкцій SSE2, міг поступатися навіть Duron із значно меншою частотою [16]..
- Intel Celeron (Coppermine-128) Конкурував із процесорами Duron на ядрі Spitfire. Поступався у багатьох задачах за рахунок повільної системної шини, перевершував Duron у задачах, оптимізованих під набір інструкцій SSE[15][17]
- Intel Celeron (Tualatin-256) Мав приблизно рівну продуктивність із процесорами Duron на ядрі Morgan, залежно від виду завдання випереджаючи конкурента або поступаючись йому [18][19]..
- Intel Celeron (Willamette-128, Northwood-128). Конкурував із процесорами Duron на ядрі Applebred. Поступався у багатьох завданнях навіть за набагато вищої частоти [19].
- VIA C3 Призначалися для комп'ютерів з низьким енергоспоживанням мали низьку продуктивність та поступалися конкуруючим процесорам.
- Transmeta Efficeon. Призначався для ноутбуків, мав низьке енергоспоживання та тепловиділення. За продуктивністю трохи відставав від рівночастотного Duron.